# 偽鹿角鍬形蟲屬
伪鹿角锹形虫属（学名：Pseudorhaetus）为锹形虫科的一个属。

## 下属物种
本属包括以下物种：
- Pseudorhaetus oberthuri Planet, 1899
- Pseudorhaetus perroti (Lacroix, 1978)
- 黑伪鹿角锹形虫 Pseudorhaetus sinicus (Boileau, 1899)